# 瑙吉切尔凯斯
瑙吉切尔凯斯，是匈牙利索博尔奇-索特马尔-贝拉格州所辖的一个村。总面积41.51平方公里，总人口1793，人口密度43.2人/平方公里（2011年1月1日）。